# تپه سردار
تپه سردار یک صومعه باستانی بودایی در افغانستان است. این صومعه در نزدیکی غزنی واقع شده و بر دشت مناره مسلط است. این محوطه باستانی مهم در جنوب افغانستان، در نزدیکی شهر غزنی است. این تپه بقایای یک صومعه بودایی بزرگ را در خود جای داده که به قرن دوم تا سوم میلادی بازمی‌گردد.
تپه سردار در واقع ویرانه‌های یک مجموعه بزرگ استوپا - صومعه بودایی است که در چهار کیلومتری جنوب شرقی شهر غزنی قرار دارد. از سال ۱۹۵۹ تا ۱۹۷۷، این مجموعه توسط باستان شناسان IsMEO مورد بررسی قرار گرفته است. کاوش‌های این مکان توسط هیئت باستان‌شناسی ایتالیا بین اواخر دهه ۱۹۶۰ تا اواخر دهه ۱۹۷۰ و دوباره در سال ۲۰۰۳ انجام شده است.
تپه سردار به خاطر معماری و آثار هنری‌اش، از جمله استوپاهای (مقبره‌های) بزرگ، مجسمه‌های بودا و نقاشی‌های دیواری، مشهور است. این آثار هنری ترکیبی از سبک‌های هنری یونانی-بودایی، ایرانی و هندی را نشان می‌دهد که نشان‌دهنده تبادلات فرهنگی غنی در این منطقه در آن زمان است.
تپه سردار یادآور دوره شکوفایی بودیسم در منطقه افغانستان امروزی است. تپه سردار در طول جنگ‌های داخلی افغانستان آسیب زیادی دید و بسیاری از آثار هنری آن غارت یا تخریب شدند.

## دوره‌ها
این مکان دو دوره هنری اصلی را به نمایش می‌گذارد:
- دوره هلنیستی (از قرن سوم تا ششم میلادی)
- دوره چینی-هندی (از قرن هفتم تا نهم میلادی)

### دوره اول (قرن سوم تا اواسط قرن هفتم میلادی)
این صومعه در حدود قرن سوم میلادی ساخته شده است. کتیبه‌ای در این مکان پیدا شده که نشان می‌دهد این صومعه در گذشته با نام " Kanika mahārāja vihāra " (معبد پادشاه بزرگ کانیشکا) شناخته می‌شده است. این موضوع نشان می‌دهد که این صومعه در دوره امپراتوری کوشان، در قرن دوم یا سوم میلادی، احتمالاً در زمان کانیشکا دوم یا کانیشکا سوم ساخته شده است. قالب‌های معماری این صومعه شباهت زیادی به سرخ کوتل دارد. این دوره اولیه با الگوی هنری هلنیستی مشخص می‌شود که قرن‌ها دنبال شده و بخشی از پدیده گسترده‌تر نفوذ هلنیستی بر هنر هند است.
این صومعه ابتدا در قرن هفتم توسط آتش‌سوزی بزرگی ویران شد و به دوره هنر گندهارا در این مکان پایان داد. این تخریب گسترده ممکن است مربوط به حمله مسلمانان در سال‌های ۶۷۱–۶۷۲ میلادی به رهبری عبیدالله بن زیاد باشد.

### دوره دوم (۶۸۰–۸۰۰ میلادی)
مدت کوتاهی پس از تخریب، این مکان در مقیاس بزرگ بازسازی شد و با یک سازه دفاعی عظیم قلعه مانند که از خاک رس پخته نشده ساخته شده بود، تقویت شد و ساختمان‌های مذهبی دوره قبل را در خود جای داد. این بازسازی تقریباً همزمان با ساخت صومعه فندقستان است. این تلاش‌های بزرگ ساختمانی لزوماً به حمایت شدید و با انگیزه متکی بود.
حمایت از بودیسم در این منطقه در طول قرن‌های ۷ و ۸ میلادی، نتیجه گسترش قدرت سلسله تانگ در آسیای مرکزی در آن زمان بود، درست زمانی که اعراب به خراسان و سیستان فشار می‌آوردند، تا زمان نبرد سرنوشت‌ساز تلاس در سال ۷۵۱ میلادی. حکومت‌های آسیای مرکزی، که اغلب بودایی بودند یا جامعه بودایی مهمی داشتند، عموماً تحت کنترل رسمی سلسله تانگ بودند و انتظار حمایت تانگ را داشتند. در همان زمان در هند، «احیای برهمایی» راهبان بودایی را از کشور بیرون می‌کرد. راهبان چینی احتمالاً مستقیماً مسئول برخی از مکان‌های مقدس بودایی آسیای مرکزی بودند، مانند معبد سوی (نزدیک توکماک در قرقیزستان امروزی).
تولیدات هنری این مکان، گذار ناگهانی از مرحله هلنیستی قبلی، که چندین قرن به طول انجامید، به مرحله‌ای با استفاده از «مدل‌های هندی چینی‌شده» را نشان می‌دهد. این احتمالاً به دلیل تحولات سیاسی آن دوره در افغانستان است. در این دوره نیز، امپراتوری تانگ چین نفوذ و ترویج بودیسم را به پادشاهی آسیای مرکزی، از جمله افغانستان، با هجوم راهبان چینی گسترش داد، در حالی که برعکس مهاجرت راهبان هندی از هند به آسیای مرکزی، دقیقاً به دنبال این حمایت بود. این رویدادها باعث پیدایش سبک‌های ترکیبی فندقستان و این مرحله هنری تپه سردار شد. این سبک بخشی از یک زبان هنری جهان وطنی است که در آن زمان از چین به آسیای مرکزی گسترش یافت، با شباهت‌هایی که به عنوان مثال در تولیدات تانگ تیان لونگشان در چین مرکزی دیده می‌شود.

## = مرحله پس از گوپتا (۶۸۰–۷۲۰ میلادی)
این صومعه در قرن‌های ۷ و ۸ میلادی بازسازی و گسترش یافت. تندیس‌های دوره بین ۶۸۰ تا ۷۲۰ میلادی با سبک‌ها و شمایل‌نگاری هندی قرن هفتم میلادی مشخص می‌شوند، با چهره‌های باریک و ظریف، و جزئیاتی مانند موهای مجعد یا جواهرات که تکامل یافته از هنر گوپتا هستند. برنامه شمایل‌نگاری در آن زمان بسیار هندی است، به عنوان مثال بودایی که روی یک نیلوفر آبی نشسته است، با همراهان بودیساتوا، که خودشان روی نیلوفرهای آبی کوچکتر ایستاده‌اند که توسط ناگاها پشتیبانی می‌شوند. این به وضوح یک تکامل نزدیک از سبک پس از گوپتا در دکن غربی است، اگرچه برخی از تأثیرات سبک چینی، «یک لمس چینی»، قابل تشخیص است.

### مرحله چینی (۷۲۰–۷۵۰ میلادی)
آخرین مرحله اصلی ساخت و ساز و تزئینات در ۷۲۰–۷۵۰ میلادی رخ داد. این دوره ساخت و ساز احتمالاً با حمایت آلخیس، حاکم معاصر منطقه زابل که احتمالاً از قومیت مشابه با ترک‌شاهیان کابل و عضوی از زونبیلها بود، یا جانشینان او مشخص شده است. این دوره شاهد تکامل چشمگیری در انواع چهره‌های مجسمه‌ها است، به طوری که ویژگی‌های هندی-چینی دوره قبل به‌طور قابل توجهی به سمت سبک‌های سلسله تانگ حرکت می‌کنند و به وضوح از نمونه‌های اولیه تانگ پیروی می‌کنند. چنین پدیده‌ای در سایت آدزینا تپه نیز دیده می‌شود. تصور می‌شود که بودیسم در چین در زمان حکومت امپراتریس وو ژائو (۶۲۴–۷۰۵ میلادی) به‌طور خاص قوی بوده است، و همراه با چندین مأموریت زائران چینی به افغانستان و هند، راهبان چینی از حدود ۷۰۰ میلادی در غزنی ساکن شدند. این فعالیت منعکس کننده توسعه فعال صومعه‌ها در سین کیانگ در طول قرن‌های ۷ و ۸ است و بر وحدت سرزمینی گسترده پادشاهی‌های بودایی در غرب آسیای مرکزی در آن زمان، بر اساس تبادلات شدید و نفوذ غرب بودیسم چینی و سبک‌های هنری تأکید می‌کند.
تأثیر سبک‌های هنری چینی پس از ۷۵۱ میلادی، زمانی که تانگ چین از آسیای مرکزی عقب‌نشینی کرد، از بین می‌رود. آخرین مرحله (۷۵۰–۸۰۰ میلادی) از نمونه اولیه هندی بیشتر پیروی می‌کند، احتمالاً به دلیل از دست دادن نفوذ چین در آسیای مرکزی و رشد قدرت برهمایی و هندو در کابل از این دوره.
این صومعه دوباره ویران شد، احتمالاً دوباره در سال ۷۹۵ میلادی توسط ارتش‌های مسلمان مهاجم، همان‌طور که نویسنده مسلمان کتاب البلدان تخریب شاه بهار ("معبد پادشاه") را در آن زمان ثبت کرده است: او نقل می‌کند که اعراب به شاه بهار حمله کردند، "که در آن بت‌هایی بودند که مردم آنها را می‌پرستیدند. آنها را نابود و سوزاندند". مرحله نهایی تخریب ممکن است با فتح نهایی افغانستان توسط یعقوب لیث در ۸۶۹–۷۰ میلادی رخ داده باشد، اما رها شدن ساده این مکان در طول قرن‌های ۸ و ۹ محتمل‌تر به نظر می‌رسد.